# Orlando Millas
José Orlando Millas Correa (Santiago, 14 de diciembre de 1918-Róterdam, 26 de diciembre de 1991) fue un abogado, periodista, escritor y político chileno, miembro del Partido Comunista (PC). Se desempeñó como diputado de la República durante tres periodos consecutivos, en representación de la 7ª Agrupación Departamental de Santiago (tercer distrito), entre 1961 y 1972. Luego ejerció como ministro de Hacienda, y de Economía, Fomento y Reconstrucción, bajo el gobierno del presidente socialista Salvador Allende, desde 1971 hasta 1973.

## Primeros años de vida
Realizó sus estudios primarios y secundarios en el Instituto Nacional, en el Liceo Nocturno Federico Hansen y en el Liceo Balmaceda; luego de finalizar la etapa escolar, ingresó a la Escuela de Leyes de la Universidad de Chile.
En el ámbito laboral, trabajó en la Contraloría General de la República, desde 1933 a 1943. Pero, a lo que verdaderamente se dedicó fue a la actividad periodística, desarrollando una brillante carrera. Desde 1937 a 1938, fue director del diario "Claridad"; se desempeñó también como corresponsal extranjero del diario "Extra" y, entre 1942 y 1945, trabajó como redactor del diario El Siglo entre 1942 y 1945. Alcanzó la dirección del diario, en 1952. Entre 1946 y 1947, fue invitado por el Gobierno Boliviano para escribir crónicas sobre ese país. Viajó por Europa, enviando crónicas desde Francia, Checoslovaquia, Austria e Italia; y participó en la Conferencia Económica Internacional, celebrada en Moscú en 1952.

### Matrimonio e hijos
Se casó en Santiago, el 7 de agosto de 1943, con Amalia Adriana Pérez Ibáñez, y tuvieron tres hijos: Carlos, Laura y Adriana. Esta última, la menor, nació en Moscú, Rusia, el 29 de mayo de 1961.

## Carrera política
Se inició políticamente en la Federación Juvenil Socialista, donde llegó a ser secretario general. Posteriormente integró al Partido Comunista; miembro de la Comisión Política e integrante del Comité Central durante 10 años. Durante el gobierno de Gabriel González Videla fue relegado a Putre.
En 1961 fue elegido diputado por la Séptima Agrupación Departamental Santiago, Tercer Distrito, período 1961-1965. Integró la Comisión Permanente de Constitución, Legislación y Justicia.
Fue reelecto diputado, por la misma Agrupación y Distrito, período 1965-1969. Integró la Comisión Permanente de Relaciones Exteriores; y la de Constitución, Legislación y Justicia.
En 1969 fue nuevamente electo diputado, por la misma Agrupación y mismo Tercer Distrito, pero que ahora se llama "Pedro Aguirre Cerda y Puente Alto", período 1969-1973; fue primer vicepresidente de la Cámara, 9 al 16 de septiembre de 1969. Integró la Comisión Permanente de Constitución, Legislación y Justicia; y la de Vivienda y Urbanismo, que presidió. No se llamó a elecciones complementarias para llenar el cupo.
El 17 de junio de 1972 fue nombrado Ministro de Hacienda, por el entonces presidente de la República, Salvador Allende Gossens, hasta el 11 de enero de 1973. Y nombrado Ministro de Economía interino, el 29 de diciembre de 1972 hasta el 5 de julio de 1973. Fue también subrogante de Hacienda, siendo ministro de Economía, Fomento y Reconstrucción, 4 de mayo al 9 de agosto de 1973. Durante este periodo estuvo a cargo del levantamiento de las Juntas de Abastecimiento y control de Precios (JAP). Fue destituido de su cargo debido a una acusación constitucional impulsada por la oposición.
Fue director del Círculo de Periodistas, por dos períodos consecutivos y secretario general; uno de los fundadores del Colegio de Periodistas de Chile. Participó en la Conferencia Económica Internacional celebrada en Moscú, en 1952.
Tras el golpe de Estado de 1973 partió al exilio.

## Historial electoral

### Elecciones parlamentarias de 1969
- Elecciones parlamentarias de 1969 para la 7ª Agrupación Departamental, Tercer Distrito Puente Alto y Pedro Aguirre Cerda.[2]